# Gratapalles
El gratapalles o sit golanegre (Emberiza cirlus) és una espècie d'ocell de l'ordre dels passeriformes molt comú a Catalunya, sobretot a l'hivern, quan entren individus provinents del nord. Es reprodueix al sud d'Europa, a les illes mediterrànies i al nord d'Àfrica. És resident d'aquestes zones més càlides i no migra a l'hivern. És comú en tot tipus de zones obertes amb algun matoll o arbres, però té preferència pels vessants assolellats. Al segle xix es va introduir a Nova Zelanda i la població persistent es manté a l'illa del Sud.

## Descripció
És més petit que la verderola (Emberiza citrinella) i fa uns 16 cm de llargària amb una envergadura de 22 a 25,5 cm. Té el bec gruixut i el dors és bru i groc per sota. La gola és negra i té una banda pectoral groga i grisa. El mascle té la cara de color groc, amb unes franges fosques. La femella s'assembla molt més a la verdeloa però té la gropa i les espatlles de color marró grisenc ratllats.
El cant del gratapalles és un trinat monòton, com la d'un mosquiter boreal o un tallarol xerraire.

## Distribució i hàbitat
L'hàbitat ideal és una barreja de camps d'herba i de conreu dividits per franges amples amb zones de matolls densos. Poden tolerar un cert grau d'urbanització, i es pot trobar en espais verds de pobles i ciutats.
Són de naturalesa sedentària i sovint viatjaran només 250 metres (820 peus) des dels seus nius per alimentar-se a l'estiu, i fins a 2 quilòmetres (1,2 milles) a l'hivern per trobar rostoll.

## Comportament i ecologia
És una espècie força circumscrita a l'àrea mediterrània (habita l'Europa occidental i meridional, i hiverna a l'Àfrica del Nord). Als Països Catalans és una espècie sedentària i cerca camps llaurats, boscos clars i jardins amb matolls i arbusts.

### Cria
Els gratapalles es reprodueixen per primera vegada quan tenen un any d'edat. La femella fa un voluminós niu, una mica mal fet, d'herba i arrels i amb una base de molsa, sempre a prop del sòl i dins d'una coberta densa com la que proporcionen tanques espesses i matolls. El matoll ideal és l'arç negre, el lledoner, l'esbarzer i l'ulex. L'època de cria va des d'abril fins a mitjans de setembre, normalment amb dues cries, però ocasionalment tres i només són incubades per la femella i es desclouen entre 12 i 13 dies després de la posta de l'últim ou. Ambdós progenitors són els que tenen cura dels polls. Passats d'11 a 13 dies, els polls ja són volanders, però continuen sent alimentades pels seus pares durant dues o tres setmanes més.

### Alimentació
A l'estiu i per alimentar els seus pollets, l'aliment més habitual consisteix en invertebrats, com llagostes i grills. A l'hivern s'alimenten de petites llavors procedents de rostolls, terres en guaret. A l'hivern acostumen a anar en grup per alimentar-se.
Al maig-agost hi diposita tres o quatre ous que cova durant 12 dies, després, amb l'ajut del mascle, alimenta la covada al llarg d'11-13 dies més. Fan dues postes.

## Taxonomia
El gratapalles va ser descrit formalment pel naturalista suec Carl Linnaeus l'any 1766 en la dotzena edició de la seva “Systema Naturae” amb el nom binomial actual Emberiza cirlus. El nom del gènere Emberiza prové de l'alemany antic Embrit («bunting» en anglès) que es refereix a qualsevol espècie d'ocell petit, cantaire, amb un bec curt i ample i plomes generalment marronoses. El cirlus específic prové d'un nom italià local «cirlo» de «zirlare», "piular". L'espècie és monotípica, és a dir, no es reconeix cap subespècie.